# 横山克
横山克（日语：／ Yokoyama Masaru，1982年11月3日—），日本作曲家、編曲家。目前隸屬於Miracle Bus。

## 來歷
出身於長野縣東筑摩郡本城村。畢業於長野工業高等専門學校電子情報工學科、國立音樂大學作曲學科。

## 作品

### 電影
- 2011年 - 狗狗心事2、
- 2014年 - 惡夢小姐
- 2015年 - 女主角失格、好想大聲說出心底的話。
- 2016年 - 玻璃花與毀壞的世界、花牌情緣 上之句、花牌情緣 下之句
- 2017年 - 第22年的告白：我是殺人犯、好想大聲說出心底的話、未成年愛狠大
- 2018年 - 花牌情緣 結、三次元女友、在咖啡冷掉之前
- 2019年 - 知道天空有多藍的人啊
- 2020年 - 飆速宅男
- 2021年 - 再見了，我的克拉默、我讓最想被擁抱的男人給威脅了。
- 2022年 - 弦音－風舞高中弓道部－、我們的黎明
- 2023年 - 愛麗絲與特蕾絲的虛幻工廠
- 2024年 - 成為星星的少女、心之觸碰。

### 電視劇
- 2009年 - （東京都會電視台）
- 2010年 - TAXMEN（東京都會電視台）、警視廳失踪人搜査課（日语：警視庁失踪課・高城賢吾）（朝日電視台）、震撼鮮師（TBS電視台）
- 2011年 - 華和家四姊妹（TBS電視台）、蜜之味～A Taste Of Honey～（富士電視台）
- 2012年 - 理想的兒子（日本電視台）、貓辯～屍體的贖金～（TBS電視台）、Answer～警視廳檢證搜查官（朝日電視台）、戀愛檢定（日语：恋愛検定）（NHK BS Premium）、惡夢小姐（日本電視台）
- 2013年 - 夜行觀覽車（TBS電視台）、35歲的高中生（日本電視台）、無名之毒（TBS電視台）、七個會議（日语：七つの会議）（NHK）、Honey Trap（日语：ハニー・トラップ）（富士電視台）、天使JUMP（日语：天使とジャンプ）（NHK）
- 2014年 - 福家警部補的問候（富士電視台）、彼得的葬禮（TBS電視台）、愛麗絲之棘（TBS電視台）、為了N（TBS電視台）、靈異教師神眉（日本電視台）
- 2015年 - 純白（TBS電視台）、婚禮前的日子（TBS電視台）
- 2016年 - Specialist（朝日電視台）、我的危險妻子（關西電視台）、砂之塔〜知道太多事情的鄰居 （TBS電視台）
- 2017年 - 反轉（WOWOW）、笑天家（NHK）
- 2018年 - Holiday Love（埃文·考爾共同、朝日電視台）、絕對零度〜未然犯罪潛入捜査〜 Season3（富士電視台）
- 2019年 - 刑警ZERO（埃文·考爾共同、朝日電視台）、越南之光～我開始無償醫療理由～（NHK）
- 2020年 - Top Knife 天才腦外科醫的條件（日本電視台）、絕對零度〜未然犯罪潛入捜査〜 Season4（富士電視台）、騷亂時節的少女們。（MBS）
- 2021年 - Dream Team（NHK）、 涅墨西斯（日本電視台）、最愛（TBS電視台）、雨の日（橋口佳奈共同、NHK）
- 2022年 - 心愛的謊言 溫柔的黑暗（朝日電視台）、純愛不協和音（富士電視台）
- 2023年 - 三千圓的使用方法（橋口佳奈共同、富士電視台）、跳槽的魔王大人（橋口佳奈共同、關西電視台・富士電視台）、Dr.Chocolate（TBS電視台）、閃爍的青春（WOWOW）、事件（WOWOW）、泥濘的食桌（朝日電視台）
- 2024年 - 愛麗絲在廚房（日本電視台）、GO HOME～警視廳身份不明人相談室～（日本電視台）、高校禁愛令（Netflix）
- 2025年 - 為什麼是我來神說教（日本電視台）、花牌情緣－巡－（日本電視台）、閃爍的愛情（WOWOW）

### 電視動畫
- 2007年 - 君吻
- 2008年 - もえがく★5（日语：もえがく★5）
- 2009年 - 女王之刃 流浪的戰士、女王之刃 玉座的繼承者
- 2010年 - 荒川爆笑團、荒川爆笑團2、HEROMAN
- 2011年 - FreeZing、變研會
- 2012年 - BUTA、女王之刃 叛乱、一起一起这里那里、女子落
- 2013年 - 超次元戰記 戰機少女、FreeZing Vibration、當不成勇者的我，只好認真找工作了。、機巧少女不會受傷
- 2014年 - 愚者信長、信長協奏曲、四月是你的謊言、魔弹之王与战姬
- 2015年 - The Rolling Girls、可塑性記憶、山田君與7人魔女、亂步奇譚 拉普拉斯的遊戲、機動戰士GUNDAM 鐵血的孤兒
- 2016年 - 舞武器·舞亂伎、迷家、WWW.WORKING!!、超自然9人組
- 2017年 - 亞人醬有話要說、人渣的本願、Fate/Apocrypha、戀愛與謊言、青春歌舞伎
- 2018年 - 天狼 Sirius the Jaeger、我讓最想被擁抱的男人給威脅了、寄宿學校的茱麗葉
- 2019年 - 魔法水果籃、彼方的阿斯特拉
- 2020年 - A3！、 空挺Dragons、体操武士、光之战记 -ZUERST-
- 2021年 - 堀與宮村、 再見了，我的克拉默
- 2022年 - 青之芦苇、歡迎來到實力至上主義的教室 2nd Season、福星小子
- 2023年 - 小智是女孩啦！、弦音 -相系的一射-、肌肉魔法使-MASHLE-
- 2024年 - 公主殿下，“拷問”的時間到了、夜晚的水母不會游泳
- 2025年 - 群花綻放、彷如修羅

### 動畫電影
- 2016年 - 花牌情缘 (電影)
- 2016年 - 玻璃花與毀壞的世界
- 2018年 - 怪物彈珠劇場版 空之彼方
- 2019年 - 知道天空有多藍的人啊
- 2022年 - 剧场版弦音 -起始的一射-
- 2023年 - 爱丽丝和特蕾丝的幻影工厂

### NHK-FM劇場
- （2008年）
- （2009年）
- （2010年）

### 其他
- NHK特集 日本列島 奇跡的大自然（共同）（2010年，NHK）

### 樂曲提供

#### 電視節目
- WIDE!SCRAMBLE主題曲《pinwheel》（朝日電視台）
- WIDE!SCRAMBLE主題曲《Arabesque》（朝日電視台）
- 100分de名著（日语：100分de名著） （NHK）
- さかのぼり日本史（日语：さかのぼり日本史） （NHK）
- 炎の体育会TV（日语：炎の体育会TV） (TBS電視台)
- Family History（日语：ファミリーヒストリー）（NHK）
- オデッサの階段（日语：オデッサの階段(テレビ番組)）（富士電視台）
- Close-up 現代（NHK）
- ヒーローたちの名勝負（日语：ヒーローたちの名勝負）（NHK）

#### 藝術家
- 松下奈緒
  - 《f》
- 舞闘冠
  - 《G To The Heaven》
- 桃色幸運草Z
  - 《Chai Maxx》
  - 《D'的纯情》
  - 《DNA狂詩曲》
- HIMEKA
  - 《Where I belong》
- MEG
  - 《SAVE》

#### 配音
- 堀江由衣
  - 《Little Honey Bee》
- 野中藍
  - 《Sweet Sunny Day》

#### 遊戲
- 世界之外(網易遊戲)

## 外部連結
- （日語） Masaru Yokoyama
- 横山克的X（前Twitter）